# Weißenstein (Bad Münstereifel)
Weißenstein ist ein Stadtteil von Bad Münstereifel im Kreis Euskirchen, Nordrhein-Westfalen.

## Lage
Der Ort liegt an der Landesstraße 194. Die nächste Autobahnabfahrt auf der A 1 ist Blankenheim.

## Sonstiges
Das Linientaxi 891 der RVK fährt durch den Ort. Die Grundschulkinder werden zur Gemeinschaftsgrundschule nach Bad Münstereifel gebracht. Am Ort vorbei fließt der Lückenbach.